# Whitney Museum of American Art

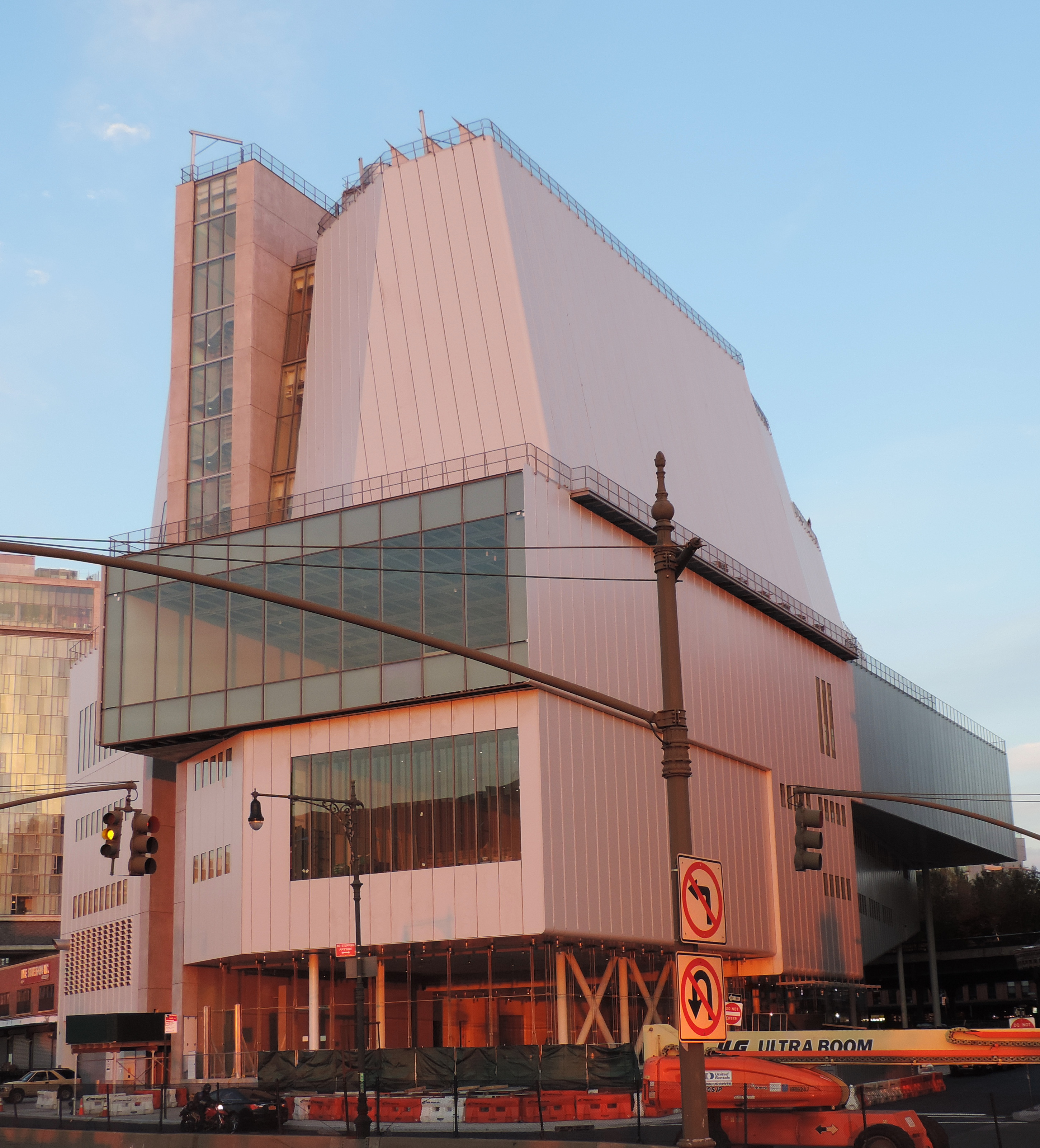
Nya Whitney Museum från 2015

Whitney Museum of American Art är ett konstmuseum i New York med amerikansk konst från 1900-talet.
Whitney Museum grundades 1931 av Gertrude Vanderbilt Whitney, en amerikansk skulptör och konstmecenat. Det återöppnades i maj 2015 i en ny byggnad, ritad av Renzo Piano, vid 99 Gansevoort Street i korsningen med Washington Street i West Village/Meatpacking District i nedre Manhattan, och vid High Lines södra ände.
Museet har en av de största samlingarna av amerikansk konst från 1900-talet, bland annat verk av Alexander Calder, Andy Warhol, Jasper Johns, Keith Haring, Jackson Pollock, Willem de Kooning och Edward Hopper.
Museet är vartannat år värd för Whitneybiennalen.

## Historik

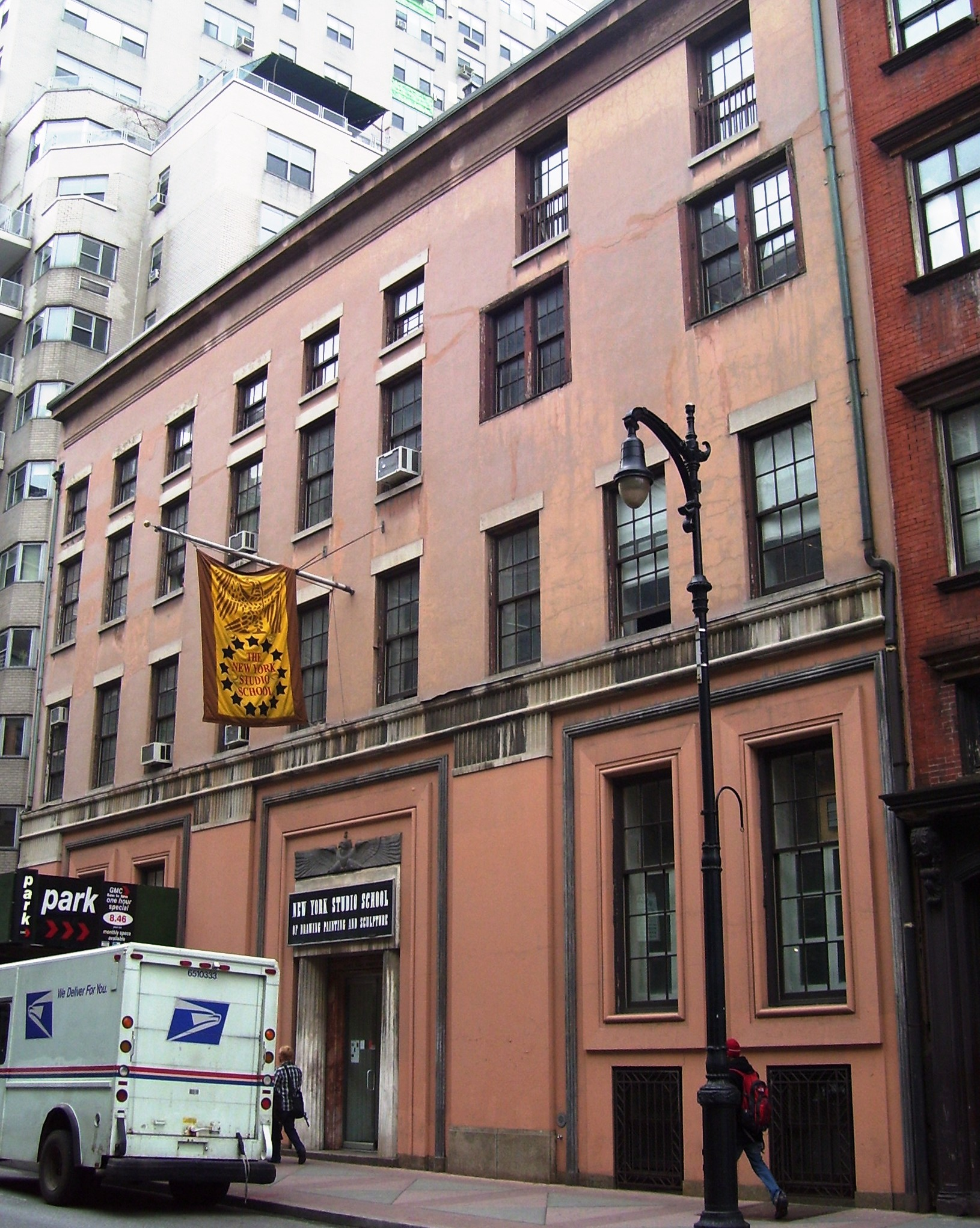
Whitney Museum of American Art:s första lokaler på 8–12 West 8th Street i Greenwich Village i New York

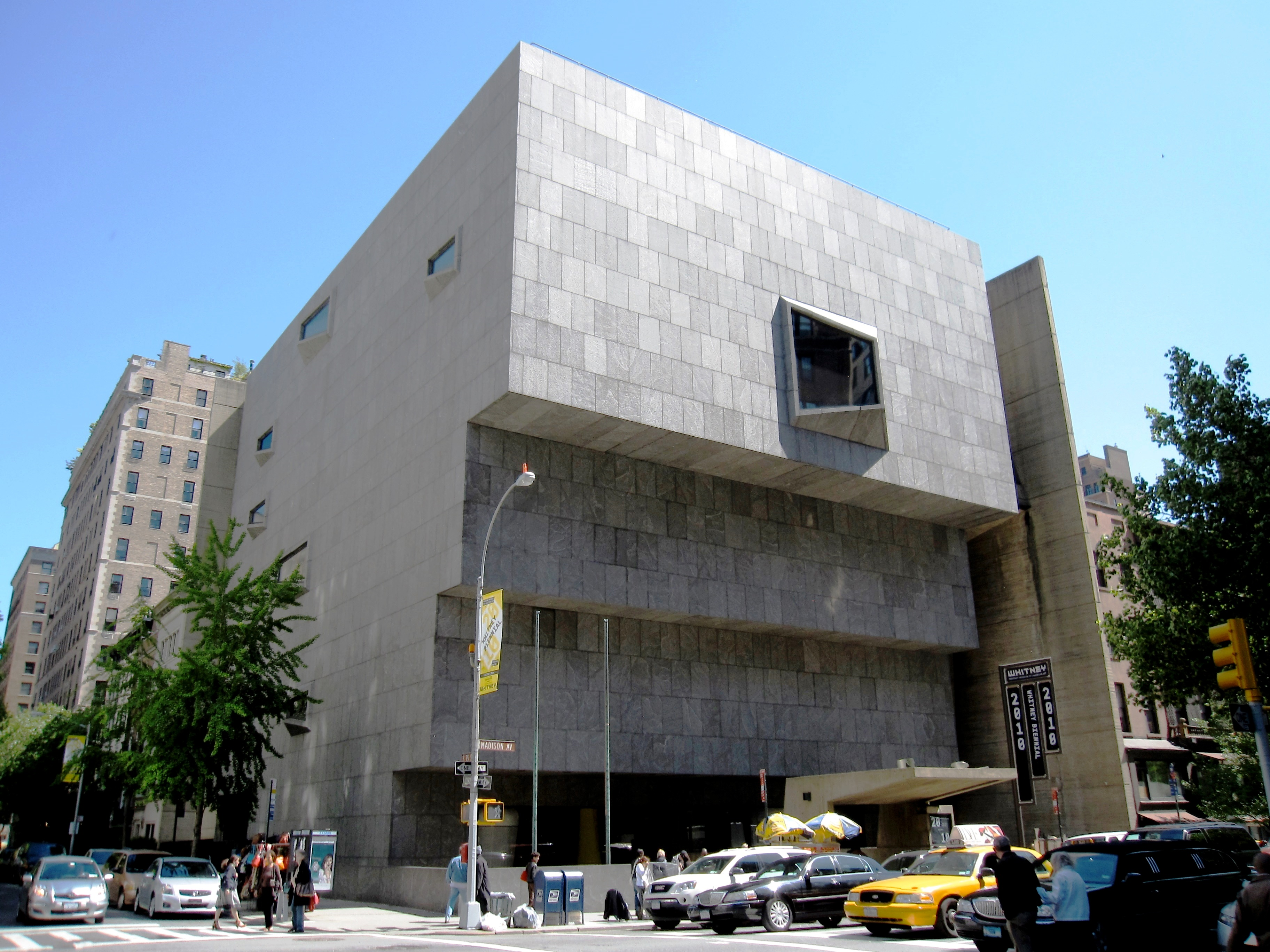
Whitney Museum of American Arts byggnad 1966-2014, ritad av Marcel Breuer, på Madison Avenue, från 2015 uthyrd till Metropolitan Museum of Art

Gertrude Vanderbilt Whitney hade redan 1918 etablerat "Whitney Studio Club" i New York som en konsthall för att främja avant-gardekonst och icke-etablerade amerikanska konstnärer. Hon hade också samlat ihop en kollektion av amerikansk konst, som hon erbjudit sig att ge till Metropolitan Museum of Art 1929, men som museet hade avböjt att ta emot. Detta, tillsammans med inriktningen på europeisk modernism hos det nyligen öppnade Museum of Modern Art i New York, fick  Whitney att 1929 grunda sitt eget museum med inriktning enbart på amerikansk konst. Arkitekten Noel L. Miller ritade 1931 om tre bredvidliggande hus på West 8th Street i Greenwich Village i New York till ett museum.
År 1954 flyttade museet till en mindre byggnad på 54th Street bakom Museum of Modern Art på 53rd Street, och i kontakt med detta. Under åren 1963–1966 genomfördes ett nytt museibyggnadsprojekt, med byggnaden ritad av Marcel Breuer och Hamilton P. Smith, vid korsningen Madison Avenue och 75th Street i Manhattans Upper East Side.

## Museets tidigare byggnad på Madison Avenue
I och med flyttningen av museet till Gansevoort Street 2015 hyr Metropolitan Museum of Art den tidigare byggnaden på Madison Avenue till 2023 för att ställa ut samtida konst ur sina samlingar.